# 1,2,3-トリアゾール
1,2,3-トリアゾール (1,2,3-triazole) は、炭素原子2個と窒素原子3個からなる五員環化合物、トリアゾールの位置異性体の一種。塩基性の芳香族性を持つ複素環式化合物である。分子式は C2H3N3。3つ隣接した窒素原子を持つ他の化合物と比べると著しく安定であるが、真空中500°Cで熱分解して窒素分子を失いアジリジンになる。

## 合成
非置換環は、グリオキザール、ヒドラジン、亜硝酸ナトリウムの酸化的カップリングによって合成することができる。
1,3-双極子反応を経て、アジ化物とアルキンから置換した1,2,3-トリアゾールを作ることができる。この反応はヒュスゲン環化と呼ばれ、高い基質直交性からクリックケミストリーに利用される。

## 利用
1,2,3-トリアゾールは、β-ラクタマーゼ阻害剤であるタゾバクタムなどの複雑な物質を作る構成要素となる。